# Црквина у Великој Плани
Црквина у Великој Плани је сакрални локалитет недалеко од Велике Плане и представља остатке некадашњег порушеног манастира.

## Локација
Овај локалитет лоциран је на општинском путу Велика Плана-Радовање, у близини Црквеног извора неколико km западно од градског језгра Велике Плане.

## Историјат и предање
По предању на овом месту је била црква коју су Турци 1813. године порушили до темеља. Данас се тамо налази велико и мало камење и кречни малтер. Мештани Бугарије (једно од насеља у Великој Плани) причају да је ова црква подигнута у време изградње Смедеревске тврђаве (1428-1430). Народ је кулуком превозио камење са караулског каменолома (Караула брдо западно од Радовања). Уз пут су људи да би олакшали товар, на овом месту остављали камен. Временом је гомила расла, те кад се покупило доста камења мештани подигоше цркву. Не зна се коме је она била посвећена. По некима Светој Магдалени, тј Марији из Магдале, други мештани пак сматрају да је у питању Света Ана.
У непосредној близини срушене цркве налазе се римске водоводне цеви које су одводиле воду из Црквеног потока у неку римску вилу или мање насеље. Данас се овај простор налази под шумом и не обрађује се. Болесници су и у овом веку долазили у црквину да се умивају водом која је капала са беле лозе, уверени у њену лековитост. Слично је било и са водама других црквина и цркви (Покајница, Копорин, Водице).
Према мишљењу проте др Радомира Милошевића, у питању је манастир Ваведење код села Буковице, у Ломничкој нахији која се помиње у турском попису из 1572. године када је имао два монаха. Треба истаћи да се раније поменута црквина налази у близини Буковичког потока.
Насеље Буковица било је смештено на ушћу Буковичког потока у Рит (отока Јасенице) а његово гробље код данашње Буковичке ћуприје на Паланачком путу. Гробље је уништено копањем земље за плањанску циглану. У Буковици се сада приликом ископавања проналазе кости, прстење, грнчарија, цигле, шљунак и камење са Карауле. О томе је писао Јован Ердељановић 1908. године. Народно предање нас обавештава да је Буковица страдала у епидемији куге или колере. Преживели мештани се населише у неготински крај где основаше село Јасеницу.